# John Abercrombie (Musiker)

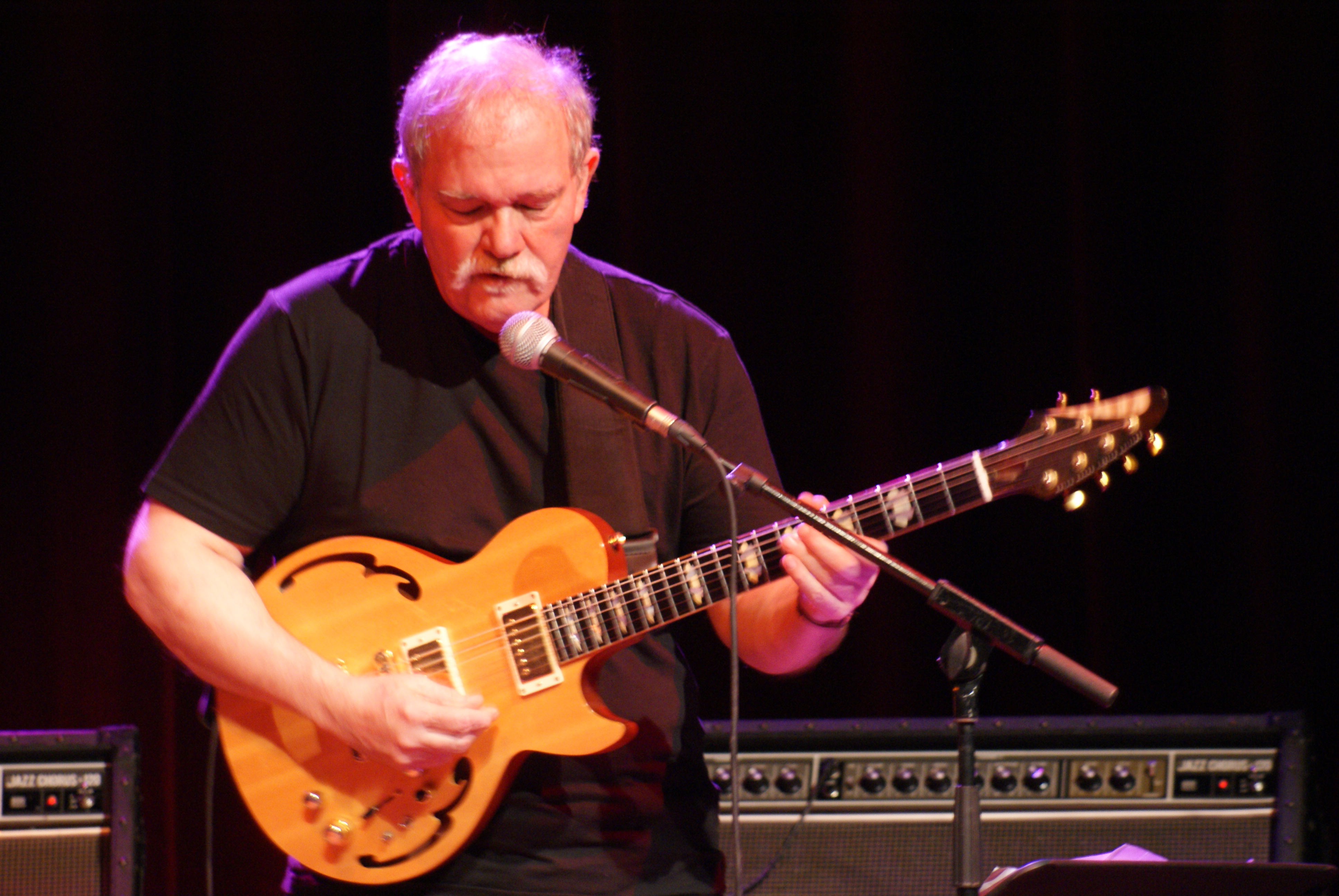
John Abercrombie (2008)

John Abercrombie (* 16. Dezember 1944 in Port Chester, New York; † 22. August 2017 in Cortland, New York) war ein US-amerikanischer Gitarrist. Sein Spiel zwischen Modern Jazz und Fusion, auf elektrischer und akustischer Gitarre, in kleinen wie auch in großen Besetzungen, galt als sehr vielseitig. Wolfgang Sandner zufolge gehörte er zu den einflussreichsten Jazzgitarristen seit den 1970er Jahren. Der Musikjournalist Joachim-Ernst Behrendt bezeichnete Abercrombie als den großen Poeten und Sensibilisierer der zeitgenössischen Jazzgitarre, der sich wie Ralph Towner und Bill Frisell jedweder Kategorisierung entzieht.

## Leben und Wirken
John Abercrombie wuchs in Greenwich, Connecticut, auf und begann mit 14 Jahren Gitarre zu spielen. Zunächst fasziniert von Chuck Berry, fand er durch Barney Kessels bluesbetontes Spiel zum Jazz. Von 1962 bis 1966 studierte er am Berklee College of Music (Boston) bei Jack Peterson Gitarre, dem Gründer des Lehrstuhls für Gitarre sowie Harmonielehre und Jazztheorie bei Herb Pomeroy und John LaPorta. Zu seinen frühen Vorbildern gehörten Jim Hall, Barney Kessel und Tal Farlow; 1968 kam Jimi Hendrix hinzu.
Seine Karriere begann er 1967 als Gitarrist in der Band von Johnny „Hammond“ Smith. 1969 spielte er in der Gruppe Dreams zusammen mit Michael und Randy Brecker. In den 1970er Jahren ging er unter anderem mit Chico Hamilton, Billy Cobham und Jeremy Steig auf Tournee. In Billy Cobhams Band Spectrum entwickelte er einen „expressiven E-Gitarrenstil“, den er „mit Phase shifter und anderen Zerreffekten in einen subtil polyphonen Combo-Jazz zu integrieren“ verstand. Auch wirkte er auf mehreren Alben des Saxophonisten Gato Barbieri und des Trompeters Enrico Rava und an zentraler Stelle auf Gil Evans’ Album The Gil Evans Orchestra Plays the Music of Jimi Hendrix (1974) mit.
1974 veröffentlichte er bei dem Label ECM sein erstes eigenes Album Timeless mit Jan Hammer an den Keyboards und Jack DeJohnette am Schlagzeug. 1975 bildete er ein Trio mit DeJohnette und Dave Holland, das insgesamt drei Alben vorlegte, zunächst Gateway (1975). Daneben ging er 1976 und in den 1980er Jahren mit Ralph Towner auf Tournee. Auch experimentierte er mit Gitarrensynthesizer und elektrischer Mandoline und wirkte in einer Free-Jazz-Band um den Pianisten Paul Bley mit. Ende der 1970er war er Mitglied in DeJohnettes Band New Directions.
Um 1980 arbeitete Abercrombie mit einer Quartett-Formation mit Richie Beirach, George Mraz und Peter Donald, daneben auch im Trio mit David Earle Johnson und Dan Wall bzw. Jan Hammer und im Trio mit Jan Garbarek und Naná Vasconcelos. Im Duo mit Mraz interpretierte er auch Jazzstandards. Ende der 1980er und zu Beginn der 1990er spielte er zusätzlich zu seinen eigenen Projekten gelegentlich im Quintett des Trompeters Kenny Wheeler, in den Gruppen von Uli Beckerhoff und Rudy Linka, später dann bei Charles Lloyd. Weiterhin war er an der Aufnahme der großorchestralen Suite Epitaph von Charles Mingus unter Gunther Schuller beteiligt.
Als legendär gilt (ebenso wie das kollaborative Trio Gateway mit Dave Holland und Jack DeJohnette) sein eigenes Trio mit Marc Johnson und Peter Erskine; auch das Trio mit dem Organisten Dan Wall und Adam Nussbaum am Schlagzeug fand große Beachtung. In der Band Baseline spielte er mit Hein van de Geyn und Joe LaBarbera. Zu seinem Quartett gehörten 2007 Mark Feldman, Marc Johnson und Joey Baron, 2010 Jerry Bergonzi, Gary Versace und Adam Nussbaum, zuletzt (auf den Alben 39 Steps und Up and Coming) der Pianist Marc Copland, der Bassist Drew Gress und der Schlagzeuger Joey Baron. Daneben spielte er seit 2010 im kollaborativen Quintett Contact mit dem Saxophonisten Dave Liebman, Marc Copland, Drew Gress und Drummer Billy Hart.
Nach Meinung von Marc Copland, der mehr als 40 Jahre lang in den unterschiedlichsten Formationen mit Abercrombie aufgetreten war, sei es Abercrombie immer um ein harmonisches und flexibles Spiel mit anderen Musikern gegangen. Auf der Gitarre prägte er einen „eigenen, elegant-fließenden Stil“.
Abercrombie starb nach langer Krankheit am 22. August 2017.

## Diskografie (Auswahl)
- 1974: Timeless (ECM) mit Jan Hammer & Jack DeJohnette
- 1975: Gateway (ECM) mit Jack DeJohnette & Dave Holland
- 1976: Sargasso Sea (ECM) mit Ralph Towner
- 1977: Characters (ECM) solo
- 1978: Arcade (ECM) mit Richard Beirach, George Mraz, Peter Donald
- 1979: Straight Flight (JAM) mit George Mraz, Peter Donald
- 1979: Abercrombie Quartet (ECM) [live] mit Richie Beirach, George Mraz, Peter Donald
- 1980: M (ECM) mit Richie Beirach
- 1982: Solar (Palo Alto) mit John Scofield, George Mraz, Peter Donald
- 1984: Night (ECM) mit Jan Hammer, Jack DeJohnette und Michael Brecker
- 1985: Current Events (ECM) mit Marc Johnson, Peter Erskine
- 1987: Getting There (ECM) mit Marc Johnson, Peter Erskine, Michael Brecker
- 1988: Henri Texier Colonel Skopje (Label Bleu, 1988) mit Joe Lovano, Steve Swallow, Aldo Romano
- 1989: John Abercrombie / Marc Johnson / Peter Erskine (ECM, live)
- 1989: Animato (ECM), mit Vince Mendoza und Jon Christensen
- 1989: Upon a Time – An Album of Duets (Albion), mit George Marsh & Mel Graves
- 1989: Natural Living (Musidisc), mit Andy LaVerne
- 1992: While We’re Young (ECM), mit Dan Wall und Adam Nussbaum
- 1992: Nosmo King (SteepleChase) mit Andy LaVerne
- 1993: Speak of the Devil (ECM)
- 1994: Gateway: Homecoming (ECM)
- 1994: Gateway: In the Moment (ECM)
- 1995: Baseline Why Really (Challenge) mit Hein van de Geyn, Joe LaBarbera und Dee Dee Bridgewater
- 1996: Tactics (mit Dan Wall und Adam Nussbaum)
- 2000: The Hudson Project (Stretch) mit Bob Mintzer, Peter Erskine und John Patitucci
- 2000: Speak Easy (mit Jarek Smietana, Harvie Swartz und Adam Czerwiński)
- 2003: Class Trip (ECM)
- 2003: Larry Coryell, Badi Assad, John Abercrombie Three Guitars (Chesky)
- 2006: Hein Van de Geyn's Baseline Feat. John Abercrombie The Guitar Album (Challenge) mit Ed Verhoeff und Hans van Oosterhout
- 2007: The Third Quartet (ECM)
- 2008: Tales (Sony BMG) mit Robert Balzar Trio
- 2010: The Hour of Separation mit Joseph Tawadros
- 2011: Speak to Me (Pirouet, 2011) mit Marc Copland
- 2012: Within A Song (ECM, 2012) Quartett mit Joe Lovano, Drew Gress und Joey Baron
- 2013: 39 Steps (ECM)
- 2013: The Angle Below (SteepleChase) mit Peter Brendler
- 2015: The First Quartet (ECM) mit John Abercrombie Quartet
- 2017: Up and Coming (ECM) mit Marc Copland, Drew Gress und Joey Baron

## Dokumentarfilm
- 2018: Open Land – Meeting John Abercrombie, ein Film von Arno Oehri und Oliver Primus, DVD von ECM Records